# Isao Morishita
Isao Morishita (森下勲?, Morishita Isao; 17 dicembre 1937) è un pilota motociclistico giapponese, ritiratosi dall'attività agonistica.

## Carriera
Legato per quasi tutta la sua carriera alla casa motociclistica giapponese Suzuki le sue presenze nelle classifiche del motomondiale sono andate dalla stagione 1962 a quella del 1967, alternate tra le classe 50 e 125.
Nel Motomondiale ha vinto 1 gran premio (il Gran Premio motociclistico del Belgio nel 1963) e per due anni (1963 e 1964) si è classificato quarto nella classifica iridata della classe 50.

## Risultati nel motomondiale

### Classe 50
| 1962 | Classe | Moto   |   |   |   |   |   |   |    |   |   |   |   |  |  | Punti | Pos. |
| ---- | ------ | ------ | - | - | - | - | - | - | -- | - | - | - | - |  |  | ----- | ---- |
| 1962 | 50     | Suzuki | - | - | - | - | - | - | NE | - | 5 | - | - |  |  | 2     | 12º  |

| 1963 | Classe | Moto   |   |   |   |   |   |   |    |    |   |    |   |   |  | Punti | Pos. |
| ---- | ------ | ------ | - | - | - | - | - | - | -- | -- | - | -- | - | - |  | ----- | ---- |
| 1963 | 50     | Suzuki | 4 | 2 | - | 4 | 4 | 1 | NE | NE | 4 | NE | - | - |  | 23    | 4º   |

| 1964 | Classe | Moto   |   |   |   |   |   |   |   |    |    |   |    |    |  | Punti | Pos. |
| ---- | ------ | ------ | - | - | - | - | - | - | - | -- | -- | - | -- | -- |  | ----- | ---- |
| 1964 | 50     | Suzuki | 2 | 4 | 5 | 3 | 2 | 5 | 2 | NE | NE | 4 | NE | NE |  | 25    | 4º   |

| 1966 | Classe | Moto        |  |  |    |   |    |    |    |    |    |     |   |   |  | Punti | Pos. |
| ---- | ------ | ----------- |  |  | -- | - | -- | -- | -- | -- | -- | --- | - | - |  | ----- | ---- |
| 1966 | 50     | Bridgestone |  |  | NE | 6 | NE | NE | NE | NE | NE | Rit | - | - |  | 1     | 13º  |

| Legenda | 1º posto        | 2º posto            | 3º posto            | A punti      | Senza punti        | Grassetto – Pole position Corsivo – Giro più veloce |
| Legenda | Gara non valida | Non qual./Non part. | Ritirato/Non class. | Squalificato | '-' Dato non disp. | Grassetto – Pole position Corsivo – Giro più veloce |

### Classe 125
| 1962 | Classe | Moto  |   |   |   |   |   |   |   |   |    |   |   |  |  | Punti | Pos. |
| ---- | ------ | ----- | - | - | - | - | - | - | - | - | -- | - | - |  |  | ----- | ---- |
| 1962 | 125    | Honda | - | - | - | - | - | - | - | - | NP | - | - |  |  | 0     |      |

| 1964 | Classe | Moto   |   |   |   |   |   |    |   |   |   |   |   |   |  | Punti | Pos. |
| ---- | ------ | ------ | - | - | - | - | - | -- | - | - | - | - | - | - |  | ----- | ---- |
| 1964 | 125    | Suzuki | 4 | - | - | - | - | NE | - | - | - | - | - | - |  | 3     | 14º  |

| 1967 | Classe | Moto   |   |   |   |   |   |    |   |   |   |   |   |   |   | Punti | Pos. |
| ---- | ------ | ------ | - | - | - | - | - | -- | - | - | - | - | - | - | - | ----- | ---- |
| 1967 | 125    | Suzuki | - | - | - | - | - | NE | - | - | - | - | - | - | 4 | 3     | 15º  |

| Legenda | 1º posto        | 2º posto            | 3º posto            | A punti      | Senza punti        | Grassetto – Pole position Corsivo – Giro più veloce |
| Legenda | Gara non valida | Non qual./Non part. | Ritirato/Non class. | Squalificato | '-' Dato non disp. | Grassetto – Pole position Corsivo – Giro più veloce |